# Olivier Masson
Pour les articles homonymes, voir Masson.
Olivier Masson, né le 3 avril 1922 à Paris et mort le 23 février 1997 dans la même ville est un linguiste français intéressé par l'épigraphie grecque, chypriote et phénicienne, en particulier avec le syllabaire chypriote et l'archéologie chypriote en général. Il a été professeur de philologie grecque à l'École pratique des hautes études.
Il est aussi intéressé à l'écriture chypro-minoenne, dont il a compilé un corpus d'inscriptions (aujourd'hui obsolète, mais le corpus plus récent de S. Ferrara n'est que partiellement réalisé).
Il épouse Émilia Masson (1940-2017), née Jovanovic, originaire de Serbie. Hittitologue de formation, elle contribue à l'archéologie des Balkans et de l'Asie Mineure du Néolithique et de l'âge du bronze, ainsi qu'à l'étude des inscriptions de Chypre et de la culture Vinca. Après sa mort, la fille d'Olivier et d'Emilia, Diana Masson, fait don de la bibliothèque de ses parents au Centre d'études chypriotes.

## Publications
- Masson, O. (1957). Les inscriptions étéochypriotes: II. IV. Syria, 34 (1/2), 61-80.
- Masson, O. (1957). Cylindres et cachets chypriotes portant des caractères chyprominoens. Bulletin de Correspondance Hellénique, 81(1), 6-37.
- Masson, O. (1981). À propos des inscriptions chypriotes de Kafizin. Bulletin de correspondance hellénique, 105(2), 623-649.
- Masson, O. (1984). Cesnola et le Tresor de Curium (i). Cahiers du Centre d’Etudes Chypriotes, 1(1), 16-26.
- Masson, O., & Hermary, A. (1988). Le voyage de Ludwig Ross à Chypre en 1845 et les antiquités chypriotes du Musée de Berlin. Cahiers du Centre d’Études Chypriotes, 9(1), 3-10.
- Masson, O. (1990). Paul Perdrizet à Chypre en 1896. Cahiers du Centre d’Études Chypriotes, 13(1), 27-42.
- Masson, O. (1992). Encore les royaumes chypriotes dans la liste d'Esarhaddon. Cahiers du Centre d’Études Chypriotes, 18(2), 27-30.
- Masson, O. (1992). Diplomates et amateurs d'antiquités à Chypre vers 1866-1878. Journal des savants, 1(1), 123-154.
- Masson, O. (1996). La dispersion des antiquités chypriotes: les deux collections Cesnola. Cahiers du Centre d’Études Chypriotes, 25(1), 3-28.
- Masson, O. (1997). Bibliographie thématique des travaux d'Olivier Masson concernant Chypre. Cahiers du Centre d’Études Chypriotes, 27, 3-13.